# 本雅明·斯泰拉
本雅明·斯泰拉（義大利語：Beniamino Stella；1941年8月18日—）是意大利人天主教会枢机及现任圣座聖職部部长。
斯泰拉在意大利皮耶韦迪索利戈出生，1966年3月19日晋铎，1987年9月5日晋牧。2013年9月21日起担任圣职部部长。2014年2月22日被教宗方济各册封为枢机。
他於2020年5月1日升為主教級樞機，領波多-聖魯菲納羅馬城郊教區主教銜。